# Tampereen Pyrintö (basketbal)

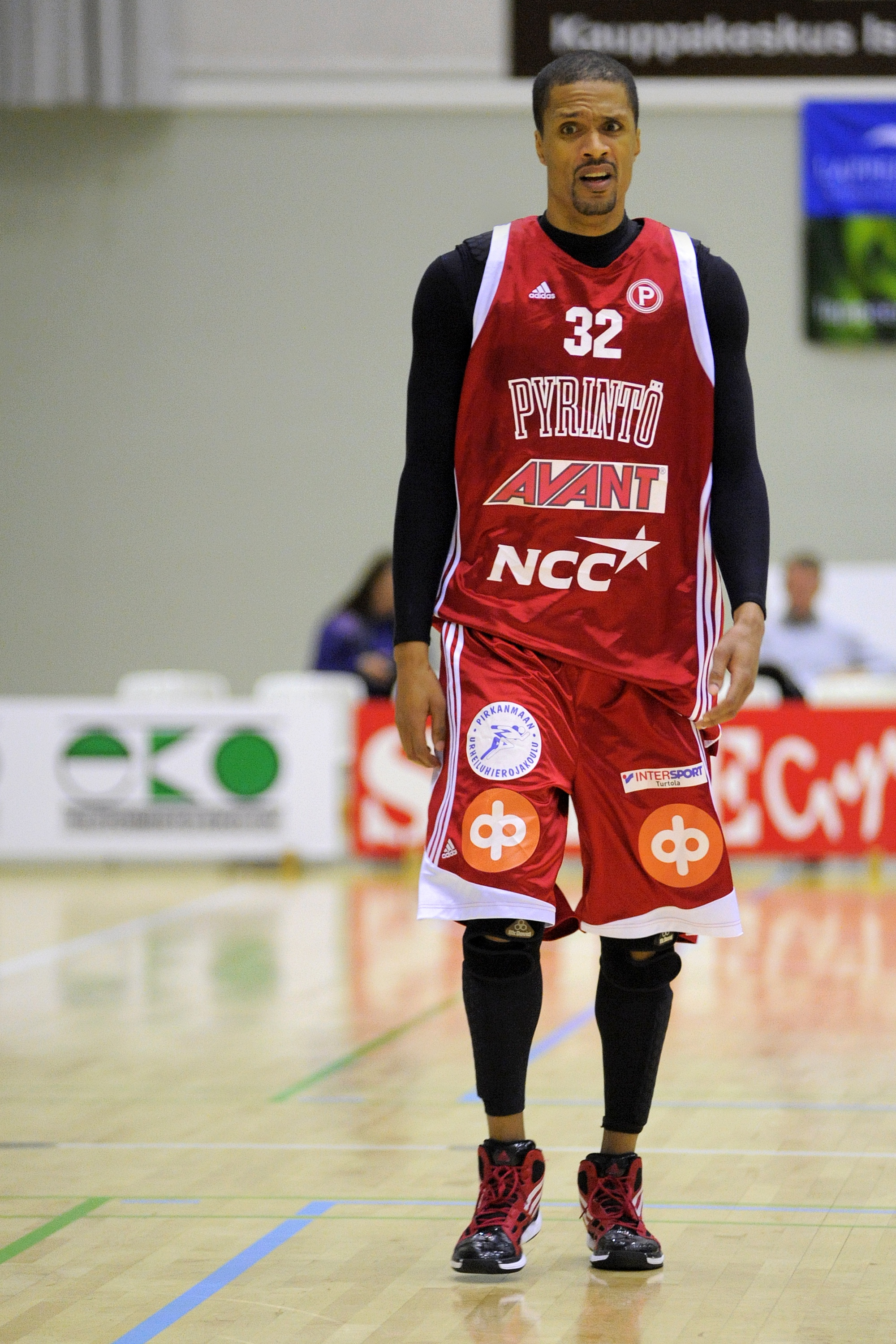
Damon Williams

Tampereen Pyrintö je profesionální finský basketbalový klub hrající finskou nejvyšší soutěž basketbalu. Klub vznikl v roce 1941. V domácím basketbalovém mistrovství získal třikrát titul mistra Finska. Dvakrát vyhrál Finský basketbalový pohár. Pyrintö hraje na stadionu Pyynikin palloiluhalli.

## Seznam největších úspěchů klubu

### Domácí basketbalové soutěže
- Mistrovství Finska - 3 titul mistra (2010, 2011, 2014)
- Finský basketbalový pohár - 2× vítěz (1969, 2013)

## Známí hráči
- Antero Lehto
- Antti Nikkilä
- Eric Washington
- Damon Williams